# Gustavo Gabriel Zurbriggen
Mons. Gustavo Gabriel Zurbriggen (26. listopadu 1963, Curupaytí, Santa Fe, Argentina) je argentinský římskokatolický duchovní a biskup-prelát Deán Funes.

## Život
Narodil se 26. listopadu 1963 v Curupaytí. Po dončení základního, středního a vyššího vzdělání, vstoupil do Semináře major Nuestra Señora de Loreto arcidiecéze Córdoba.
Získal titul profesora religionistiky, a bakaláře teologie na Papežské katolické univerzitě v Argentině.
Na kněze byl vysvěcen 26. října 1990 Héctorem Gabino Romerem, v kapli Nuestra Señora del Perpetuo Socorro v jeho rodném městě.
Po vysvěcení působil jako farní vikář Santa Catalina de Siena (Suardi), Nuestra Señora de Fátima (Rafaela) a v katedrále San Rafael Arcángel.
V roce 1996 byl poslán do Říma aby dokončil svá teologická studia. Získal licentiát z dogmatické teologie na Papežské Gregoriánské univerzitě.
Vrátil se zpět do diecéze, znovu sloužil jako vikář v katedrále a poté, roku 2000 byl jmenován farním knězem Santa Catalina de Siena v Suardi. V roce 2006 se stal farním knězem katedrály San Rafael Arcángel a tuto funkci měl až do svého jmenování biskupem. Také působil jako profesor dogmatické teologie v Semináři Nuestra Señora del Cenáculo a učitel teologie v Semináři Córdoba.
Dne 12. října 2011 byl papežem Benediktem XVI. ustanoven biskupem-prelátem koadjutorem Deán Funes. Biskupské svěcení přijal 9. prosince 2011 z rukou Carlose María Franziniho a spolusvětiteli byli Aurelio José Kühn Hergenreder a Hugo Norberto Santiago. Dne 21. prosince 2013 Mons. Aurelio José Kühn Hergenreder rezignoval na post biskupa-preláta Deán Funes a Zurbriggen téhož dne nastoupil na jeho funkci.